# Ritratto di Becuccio Bicchieraio (Andrea del Sarto Edimburgo)
Il Ritratto di Becuccio Bicchieraio (o Ritratto di Domenico da Gambassi) è un'opera a olio su tavola dell'artista italiano Andrea del Sarto. Oggi l'opera è custodita nella National Gallery of Scotland di Edimburgo, in Scozia (Regno Unito).

## Storia
L'opera venne realizzata da Andrea del Sarto tra il 1522 e il 1523 circa.
Un tempo si pensava che questo ritratto fosse in realtà un autoritratto, cioè che rappresentasse le fattezze dell'artista stesso, ma è stato identificato in modo convincente come ad essere raffigurato qui sia invece il suo buon amico Becuccio Bicchieraio, soprannominato in questo modo per la sua programmazione di vetraio (bicchieraio). La tesi è anche avvalorata dalla presenza di una brocca e di una ciotola di vetro raffigurate nel dipinto.
Non si sa molto del suo vissuto, ma comunque nel 1967 il dipinto venne acquistato dalla National Gallery of Scotland di Edimburgo, in Scozia (Regno Unito), dov'è custodito tutt'oggi come parte della collezione principale in esposizione.

## Descrizione
L'opera è un dipinto a olio su tavola che misura 86 cm in altezza e 67 cm in lunghezza. Invece, incorniciato il dipinto misura 114.7 cm in altezza, 96.3 cm in lunghezza e 12 cm in profondità.
Becuccio è ritratto in posizione eretta e posizionato a tre quarti verso destra, mentre guarda lo spettatore esterno, su uno sfondo che va dal verde al marroncino.
L'uomo indossa un lungo abito stretto in vita e di colore nero, che ha delle grosse maniche a sbuffo nella zona del braccio ma che terminano più aderenti nella zona dell'avambraccio. Sotto questa veste se ne vede spuntare un'altra bianca, visibile solo in minima parte mentre fuoriesce dallo scollo della prima. Infine a completare l'abbigliamento c'è un copricapo presumibilmente a tre punte e sempre di colore nero, dal quale fuoriescono alcune ciocche dei suoi capelli castani. Il viso è tondo, come sono tondi gli occhi, e ha un naso leggermente aquilino e un collo tozzo e con varie pieghe della pelle.
Tra le mani, Becuccio tiene una brocca di vetro, mentre sul tavolo sottostante che ha la superficie color verde scuro sono collocati una ciotola di vetro, due limoni e un'arancia. Gli oggetti di vetro vanno a simboleggiare la professione di Becuccio, ovvero quella di vetraio (bicchieraio), che gli dà il soprannome.
La realizzazione degli oggetti in vetro, la posa enfatica a tre quarti e il risalto dato al gioco di luci, specialmente sulla sua manica scura, dimostrano la sorprendente capacità pittorica dell'artista. Dall'ombreggiatura data agli angoli degli occhi e della bocca si riflette l'influenza che ebbe lo sfumato di Leonardo da Vinci su Andrea del Sarto.